# Ming-Na Wen

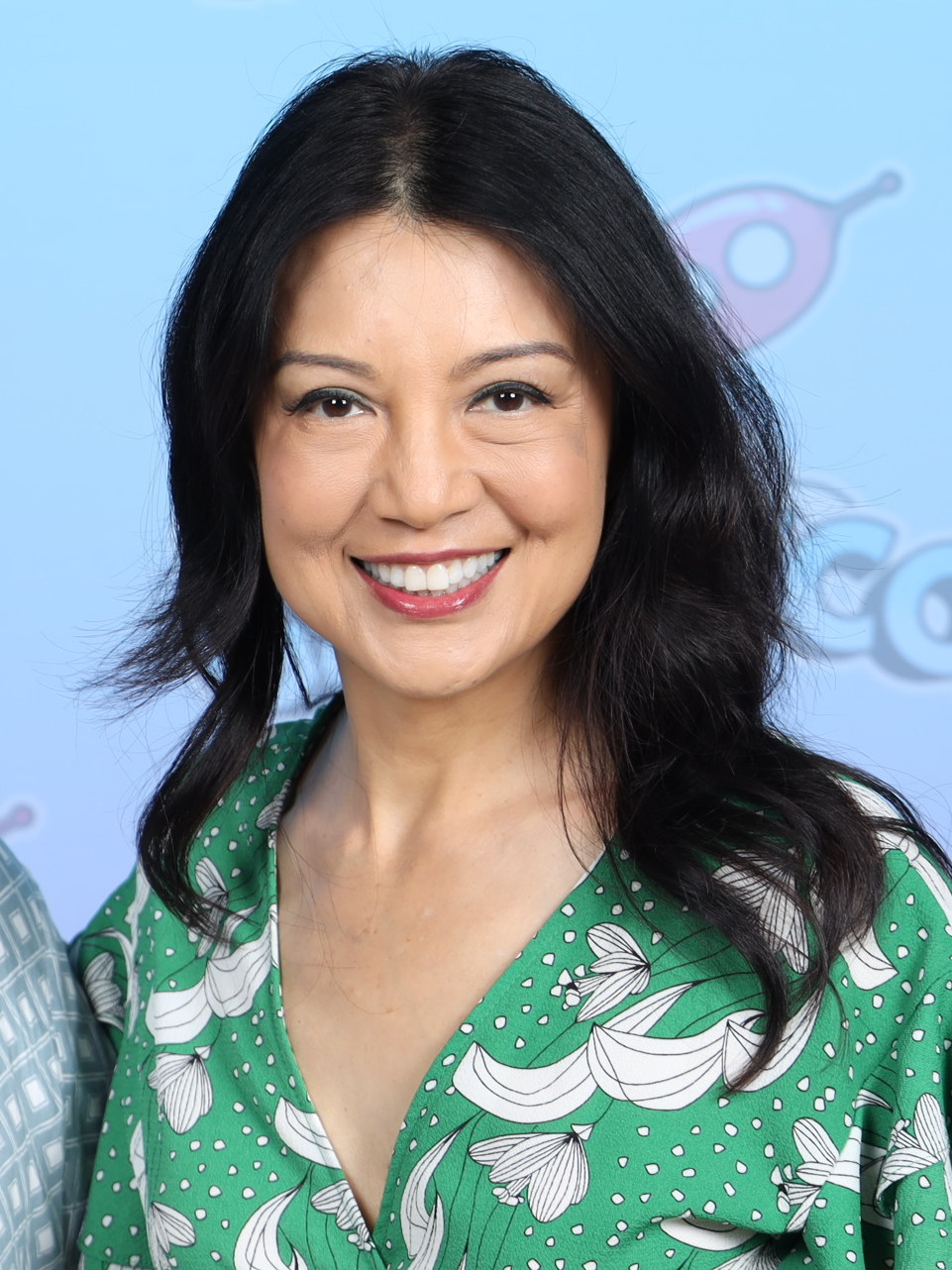
Ming-Na Wen (2023)

Ming-Na Wen (chinesisch 溫明娜, Pinyin Wēn Míngnà, Jyutping Wan1 Ming4naa4; * 20. November 1963 in Coloane, Macau) ist eine US-amerikanische Schauspielerin chinesischer Herkunft.

## Leben
Nach der Trennung von ihrem Ehemann zog die Mutter von Ming-Na Wen von Coloane (Macau) nach Hongkong. Im Alter von vier Jahren gelangte sie in die Vereinigten Staaten, wo sie zunächst in New York City lebte. Im Alter von neun Jahren zog Wen in die Nähe von Pittsburgh, wo sie eine High School besuchte. Sie absolvierte ihr Schauspielstudium an der Carnegie Mellon University.
Wen debütierte in der Fernsehserie Jung und Leidenschaftlich – Wie das Leben so spielt, in der sie von 1988 bis 1991 auftrat. 1992 folgte ein Auftritt im Film Lautloser Regen mit Jeff Daniels und Linda Hunt in weiteren Nebenrollen. Im Actionfilm Street Fighter spielte sie 1994 neben Jean-Claude Van Damme und Raúl Juliá eine größere Rolle. In One Night Stand war sie 1997 als Mimi, die betrogene Ehefrau von Max Carlyle (Wesley Snipes), zu sehen.
In der Fernsehserie Emergency Room – Die Notaufnahme spielte Wen zunächst als Gast in einigen Folgen der ersten Staffel (1994–1995) und danach dauerhaft von 2000 bis 2004. Für diese Rolle war sie 2001 gemeinsam mit dem Schauspielerensemble für den Screen Actors Guild Award nominiert. Außerdem trat sie unter anderem in den Fernsehserien Ein Single kommt immer allein und Inconceivable (2005) auf und lieh ihre Stimme Zeichentrickserien wie The Batman (2004–2005). 2009 übernahm sie bis zu ihrer Absetzung 2011 eine dauerhafte Nebenrolle in der Serie Stargate Universe.
Ab 2013 gehörte sie zum Hauptcast der Serie Marvel’s Agents of S.H.I.E.L.D. Die Serie endete 2020. Seit 2019 spielt sie in mehreren Star-Wars-Serien die Kopfgeldjägerin Fennec Shand. Seit 2021 ist sie mit dieser Rolle in der Serie Das Buch von Boba Fett zu sehen. 
2017 wurde sie in die Academy of Motion Picture Arts and Sciences (AMPAS) aufgenommen, die jährlich die Oscars vergibt. Für ihre künstlerische Leistung wurde Ming-Na Wen 2023 mit einem Stern auf dem Hollywood Walk of Fame geehrt.
Ming-Na Wen ist seit 1995 mit dem Schauspieler Eric Michael Zee verheiratet und hat zwei Kinder.

## Filmografie (Auswahl)

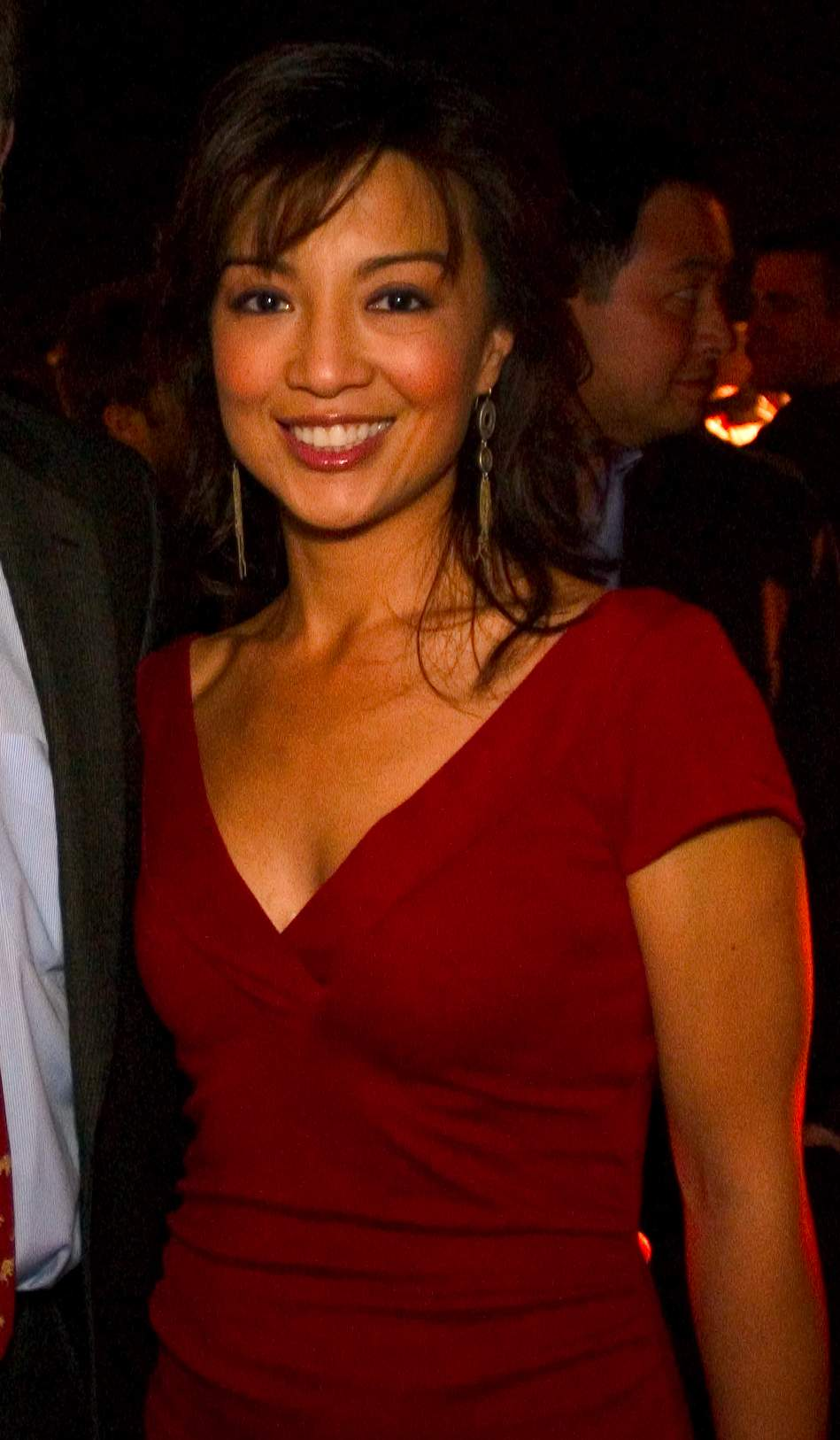
Ming-Na Wen (Oktober 2006)

- 1992: Lautloser Regen (Rain Without Thunder)
- 1993: Tödliche Sucht (Blind Spot)
- 1993: Töchter des Himmels (The Joy Luck Club)
- 1994: Mission Voyager – Todesflug zum Planeten Trion (Terminal Voyage)
- 1994: Street Fighter – Die entscheidende Schlacht (Street Fighter: The Movie)
- 1994: All-American Girl (Fernsehserie, Episode 1x05)
- 1995–1997: Ein Single kommt immer allein (The Single Guy, Fernsehserie, 43 Episoden)
- 1995, 2000–2004: Emergency Room – Die Notaufnahme (ER, Fernsehserie, 118 Episoden)
- 1997: One Night Stand
- 1998: Mulan (Stimme)
- 2001: Final Fantasy: Die Mächte in dir (Final Fantasy: The Spirits Within, Stimme)
- 2002: Teddy Bears’ Picnic
- 2004: Law & Order: Special Victims Unit (Fernsehserie, Episode 6x02)
- 2004: Mulan 2 (Stimme)
- 2004: Perfection (Kurzfilm)
- 2005–2011: Robot Chicken (Fernsehserie, 2 Episoden, Stimme)
- 2007–2010: Two and a Half Men (Fernsehserie, 5 Episoden)
- 2008: Prom Night
- 2008: Private Practice (Fernsehserie, Episode 2x05)
- 2008: Boston Legal (Fernsehserie, Episode 5x08)
- 2009: Push
- 2009–2011: Stargate Universe (Fernsehserie, 31 Episoden)
- 2010: Breakdance Academy (BoyBand)
- 2011–2012: Eureka – Die geheime Stadt (Eureka, Fernsehserie, 7 Episoden)
- 2012: Super Cyclone
- 2013: Nashville (Fernsehserie, Episode 1x11)
- 2013: April Rain
- 2013–2020: Marvel’s Agents of S.H.I.E.L.D. (Fernsehserie, 134 Episoden)
- 2014–2018: Sofia die Erste – Auf einmal Prinzessin (Sofia the First, Fernsehserie, 6 Episoden, Stimme)
- 2016: The Darkness
- 2016: Marvel’s Agents of S.H.I.E.L.D.: Slingshot (Fernsehserie, 2 Episoden)
- 2017–2018: Schlimmer geht’s immer mit Milo Murphy (Milo Murphy’s Law, Fernsehserie, 7 Episoden, Stimme)
- 2017–2019: Fresh Off the Boat (Fernsehserie, 3 Episoden)
- 2018: We Bare Bears – Bären wie wir (We Bare Bears, Fernsehserie, Episode 3x35, Stimme)
- 2018: Guardians of the Galaxy (Fernsehserie, 4 Episoden, Stimme)
- 2018: Marvel Rising – Secret Warriors (Fernsehfilm, Stimme)
- 2018–2019: Hot Streets (Fernsehserie, 9 Episoden, Stimme)
- 2019: Marvel Rising – Heart of Iron (Fernsehfilm, Stimme)
- 2019–2020: The Mandalorian (Fernsehserie, 4 Episoden)
- 2020: Awkwafina Is Nora from Queens (Fernsehserie, Episode 1x06)
- 2020: 50 States of Fright (Fernsehserie, 3 Episoden)
- 2020: Mulan
- 2021, 2024: Star Wars: The Bad Batch (Fernsehserie, 3 Episoden, Stimme)
- 2021: Yasuke (Fernsehserie, 4 Episoden, Stimme)
- 2021: Pretty Smart (Fernsehserie, Episode 1x08)
- 2021: Das Buch von Boba Fett (The Book of Boba Fett, Fernsehserie)
- 2022: Young Sheldon (Fernsehserie, Episode 5x14)
- 2022: Hacks (Fernsehserie, 2 Episoden)
- seit 2023: Gremlins – Secrets of the Mogwai (Fernsehserie, Stimme)
- 2023: Velma (Fernsehserie, 3 Episoden, Stimme)
- 2023: Glitter & Doom
- 2025: Karate Kid: Legends